# Gadzio
Gadzio (pisownia w innych językach – rom.: gadžo, ang. i fr.: gadjo, niem.: gadscho, węg.: gadzso; r.ż. w rom.: gadži, lmn. r.ż. i m. rom.: gadže) – według tradycji romskiej „obcy”, „nie-Rom”, określenie stosowane do osób uznawanych za nienależące do społeczności romskiej.
Samo słowo gadžo w języku protoromani oryginalnie znaczyło „rolnik”, „cywil” (sansk.: gārhya), co wiąże się zapewne z faktem, iż w najwcześniejszym etapie etnogenezy Romowie stanowili luźną konfederację najemników pochodzących z wielu indyjskich kast (podobną etnogenezę przeszli indyjscy muzułmanie, mówiący dziś spokrewnionym z romskim językiem urdu, którego nazwa dosłownie znaczy „wojskowy”; por. tur. orda).

## Kategoryzacja „swój-obcy”
Osoby i grupy o statusie gadziów zajmują najbardziej zewnętrzne miejsce w koncentrycznej kategoryzacji ludzi pod względem wymiaru „swój-obcy”. Struktura ta wyróżnia następujące kategorie (w kolejności od najbardziej „swoich” do najbardziej „obcych”):
- amare Roma (rom.: „nasi Romowie”): grupa Romów, do której należy dana osoba. Ta z kolei dzieli się na członków własnej rodziny (rom.: familia), członków własnego klanu (rom.: vica) lub własnej grupy językowo-etnograficznej (np. grupy Polska Roma czy Bergitka Roma);

- aver Roma (rom.: „cudzy, inni Romowie”): inne językowo-etnograficzne grupy Romów, często subiektywnie dzielone pod względem zgodności ich obyczajów z własnym rozumieniem romanipen na tzw. čače Roma (rom.: „prawdziwi Romowie”) oraz tzw. labanči, degeša itd. (określenia pejoratywne);

- gadže: „gadzie”, „nie-Romowie”.

## Zakres kategorii
Kategoria gadziów jest dość homogeniczna, lecz jedynie na pozór. W czasach feudalnych słowem tym określano jedynie chłopów, zaś warstwy wyższe nazywano raja (rom.: „panowie”, słowo pochodzące z sanskryckiego radża: król), jak czasami dziś nazywa się szanowane osoby spoza społeczności romskiej. Z kolei w stosunku do osób młodych stosowało się i nadal się często stosuje określenie rakl’o lub rakl’i (rom. odpowiednio „chłopiec” i „dziewczyna”) w odróżnieniu od używanych wobec Romów kategorii čhavo (rom.: „chłopiec”, również „syn”) oraz čhaj (rom. „dziewczyna”, również „córka”). Rozróżnienie powyższe często jednak w wielu grupach Romów zanika.
Niekiedy, szczególnie na obszarach niejednorodnych kulturowo, spośród gadziów wyróżnia się (lub tradycyjnie wyróżniało się) niektóre narodowości czy grupy religijne, np.:
- katalarca (rom. „katolicy”) – określenie Polaków stosowane w XIX wieku przez Romów w zaborze rosyjskim;
- xalada (czyt. chałada, rom. „żołnierze”, również „tępi”) – określenie Rosjan stosowane w XIX wieku przez Romów w zaborze rosyjskim;
- sase lub ňimci, ňamci itd. – Niemcy;
- ungri – Węgrzy;
- vlaxi, olahi, olaši itd. – Wołosi, Rumuni;
- xoraxaja (czyt. chorachaja) – Turcy, Albańczycy, muzułmanie (określenie stosowane na Bałkanach);
- dasa – Serbowie, Bułgarzy, generalnie Słowianie-chrześcijanie (określenie stosowane na Bałkanach, pochodzące z sanskryckiego słowa oznaczającego „niewolnika”, powiązane ze Słowianami na bazie greckiego sklavos-slavos, por. ang. slave-slav);
- čifuti, židovi, džidi – Żydzi;
- balamna – Grecy (określenie stosowane na Bałkanach).

## Gadzio a inne terminy
Zakres stosowania omawianej kategorii jest więc zależny od lokalnej wersji tradycji romskiej. Ekwiwalentami dla romskiego gadžo bywają niekiedy słowa: das (por. wyżej: l.mn. dasa), haxo (czyt. hacho, używane w Finlandii, rom. dosłownie: „tępy”, por. wyżej: xalada), gomi (używane w Turcji), gor (używane w niektórych dialektach romskich grupy centralnej, w Kotlinie Karpackiej), kača (używane w Armenii), kaddža (używane na Bliskim Wschodzie wśród Domów), kājwā, kajjā, lub kājarō (używane wśród Domów/Dombów w Indiach).